# Kościół ewangelicki w Drogomyślu
Kościół ewangelicki w Drogomyślu – jeden z luterańskich kościołów tolerancji wybudowanych na Śląsku Cieszyńskim pod koniec XVIII wieku. Jest kościołem parafialnym miejscowej parafii. Za kościołem znajduje się ewangelicki cmentarz.
Kościół ewangelicki w Drogomyślu jest jednym z ostatnich, które powstały na Śląsku Cieszyńskim po wydaniu patentu tolerancyjnego przez cesarza Józefa II w 1781 i przed pełnym równouprawnieniem w czasie tzw. Wiosny Ludów. Pozwolenie na budowę kościoła uzyskano 4 czerwca 1787, budowlę w stylu klasycystycznym rozpoczęto podłożeniem kamienia węgielnego 25 maja 1788, w 1792 uzyskano specjalne pozwolenie na dobudowanie wieży (sam patent tolerancyjny nie zezwalał wystawiać wież). Ufundowany był przez barona Fryderyka Henryka Callischa, ówczesnego właściciela Drogomyśla, który do czasu poświęcenia kościoła przez cieszyńskiego superintendenta Jana Traugotta Bartelmusa 15 października 1797, pozwalał odprawiać nabożeństwa w swoim pałacu.
Podczas II wojny światowej zniszczony, powojenna odbudowa zakończyła się w 1951 r. Wnętrze świątyni jest trójnawowe, po bokach znajdują się pawlacze a nad portalem tablica fundacyjna w języku łacińskim wraz z herbem Calischów.

## Galeria

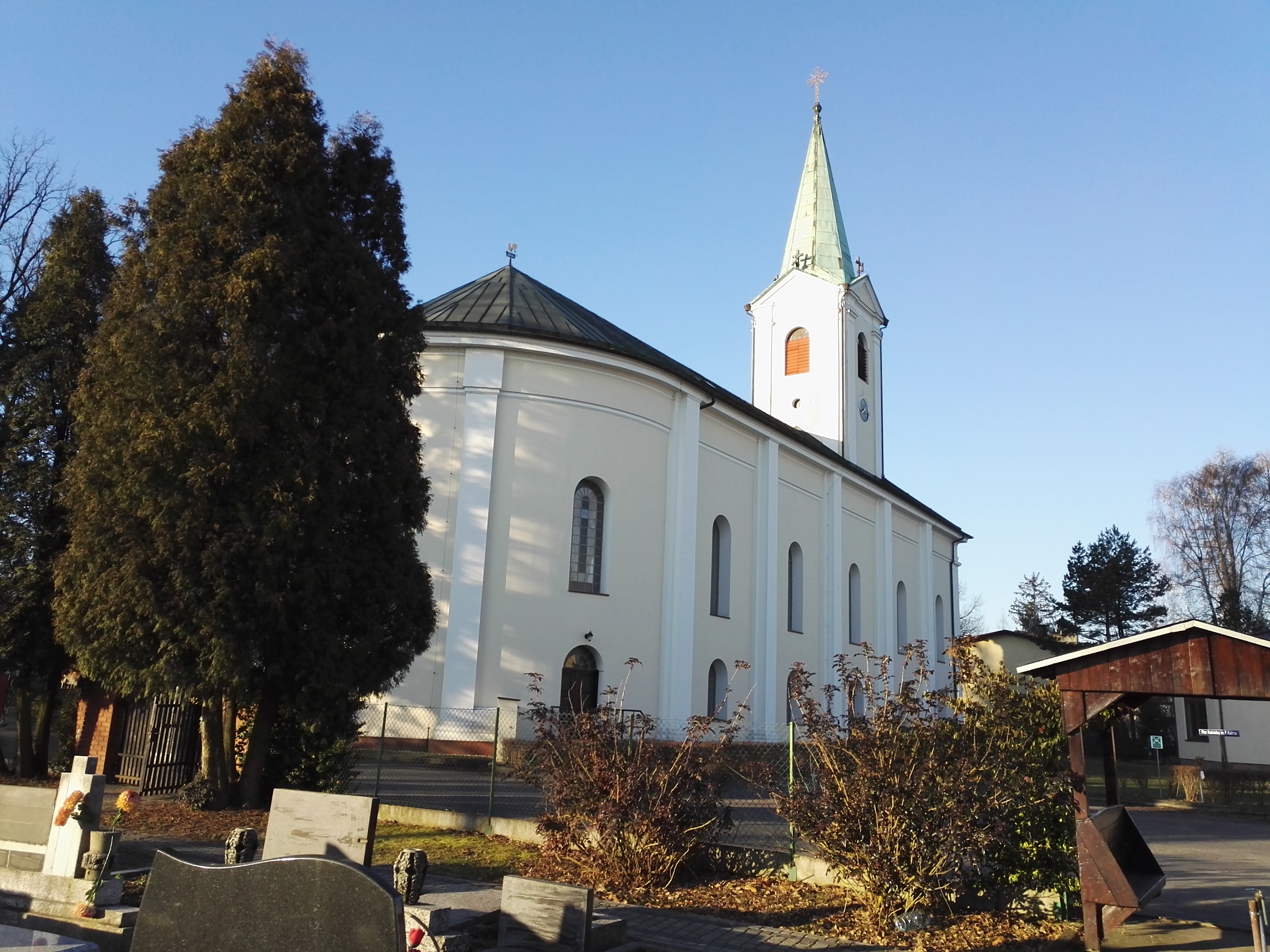
widok kościoła z cmentarza
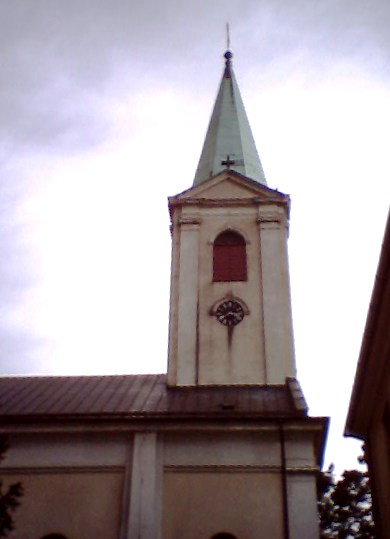
wieża kościoła
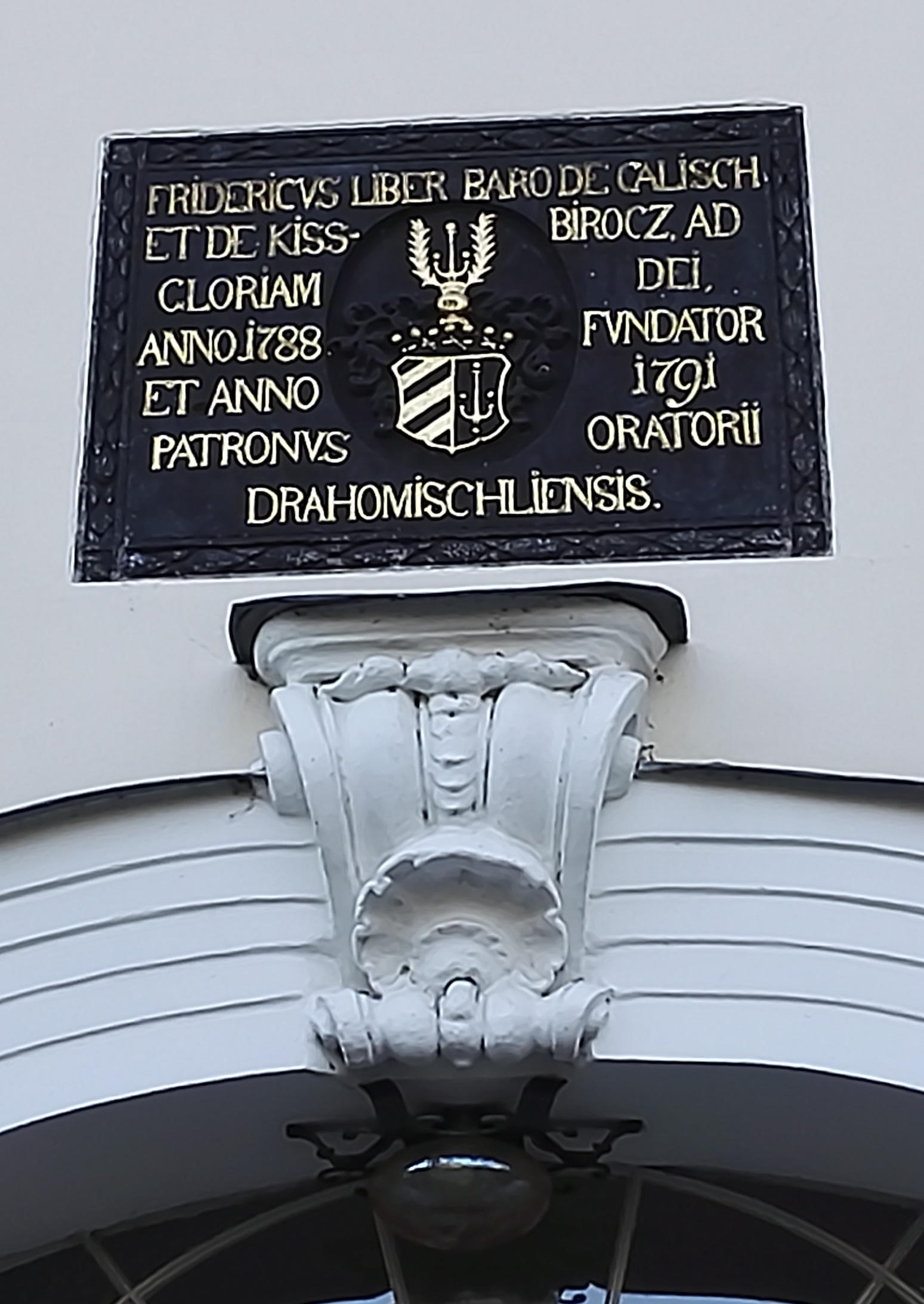
tablica fundacyjna
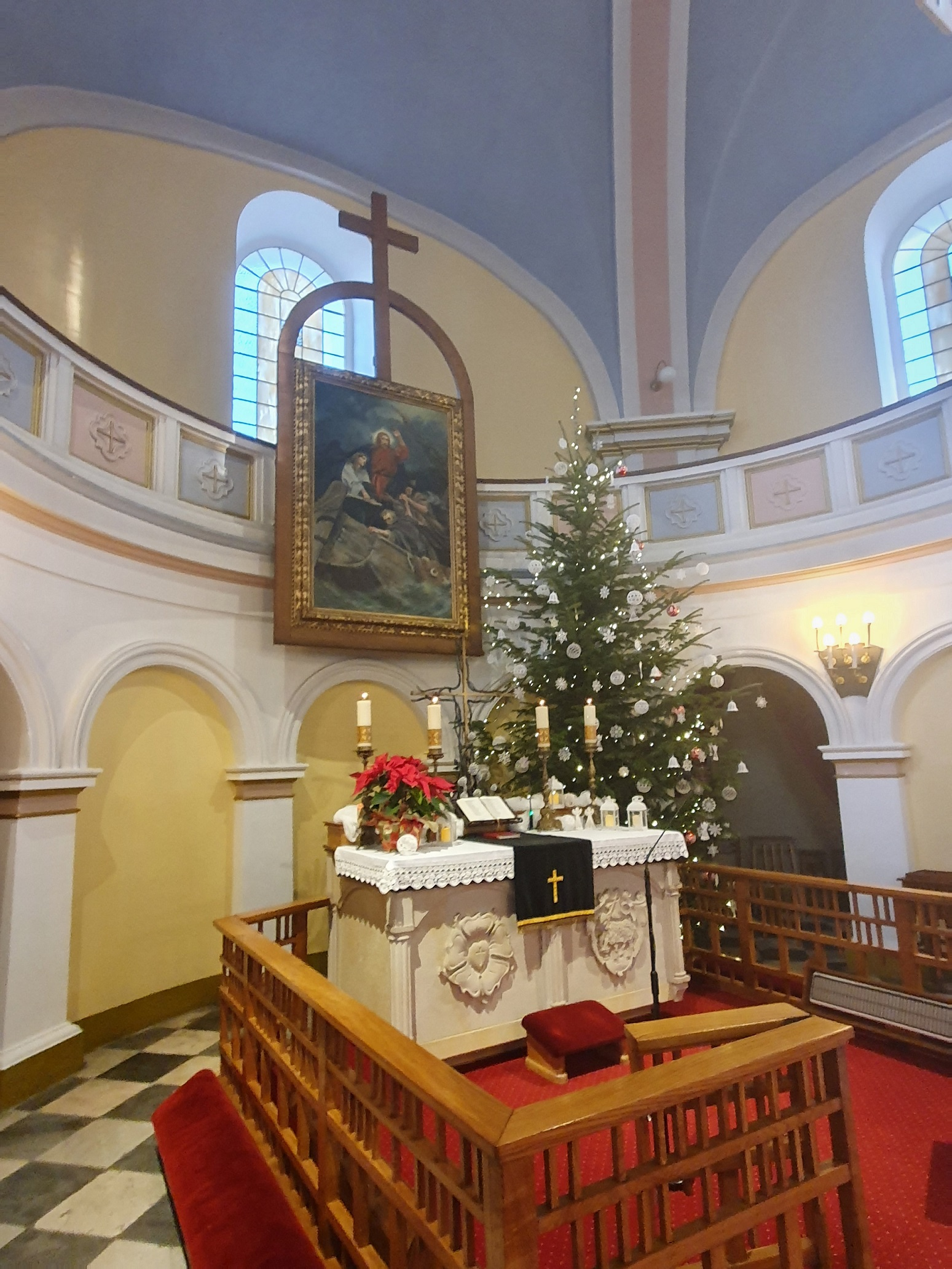
Ołtarz
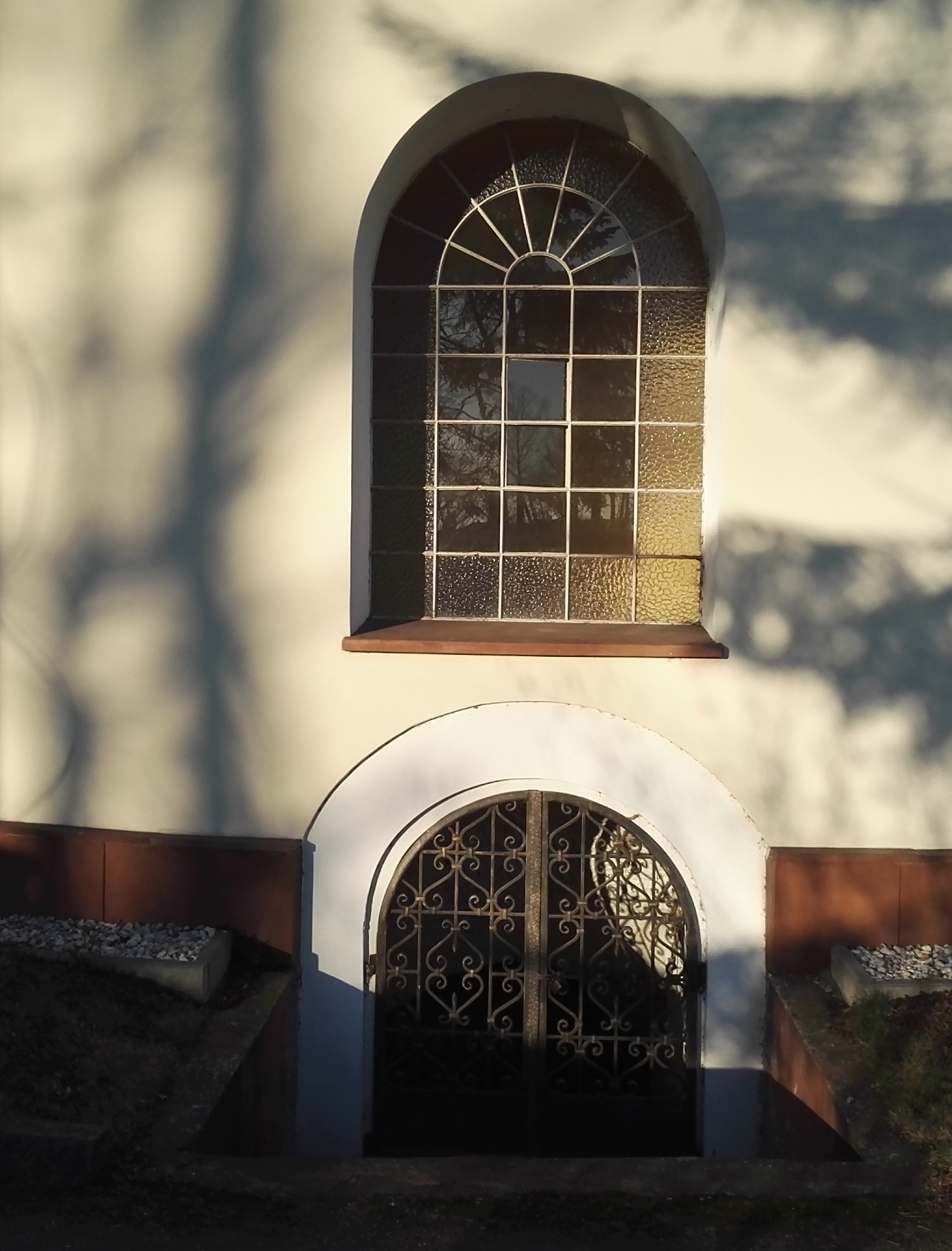
wejście do krypty
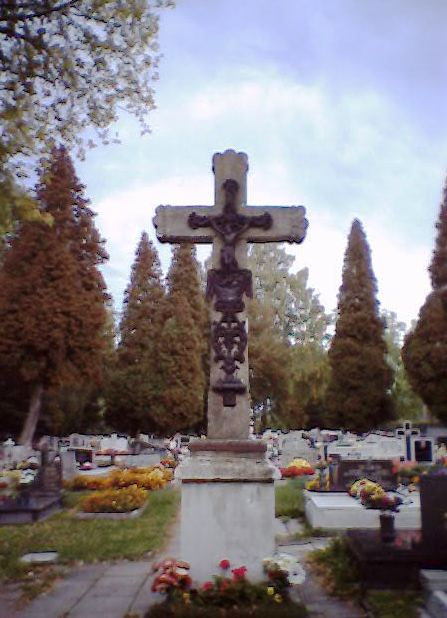
krzyż na cmentarzu
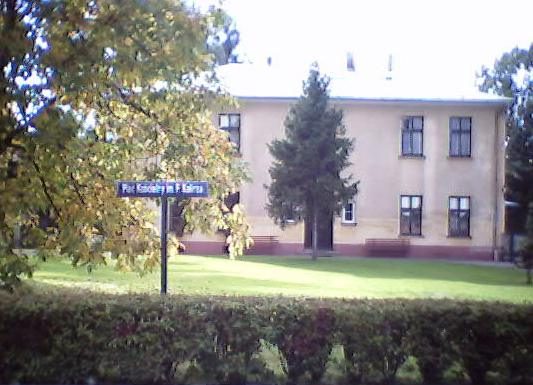
stara siedziba parafii (wyburzona w 2009 roku)
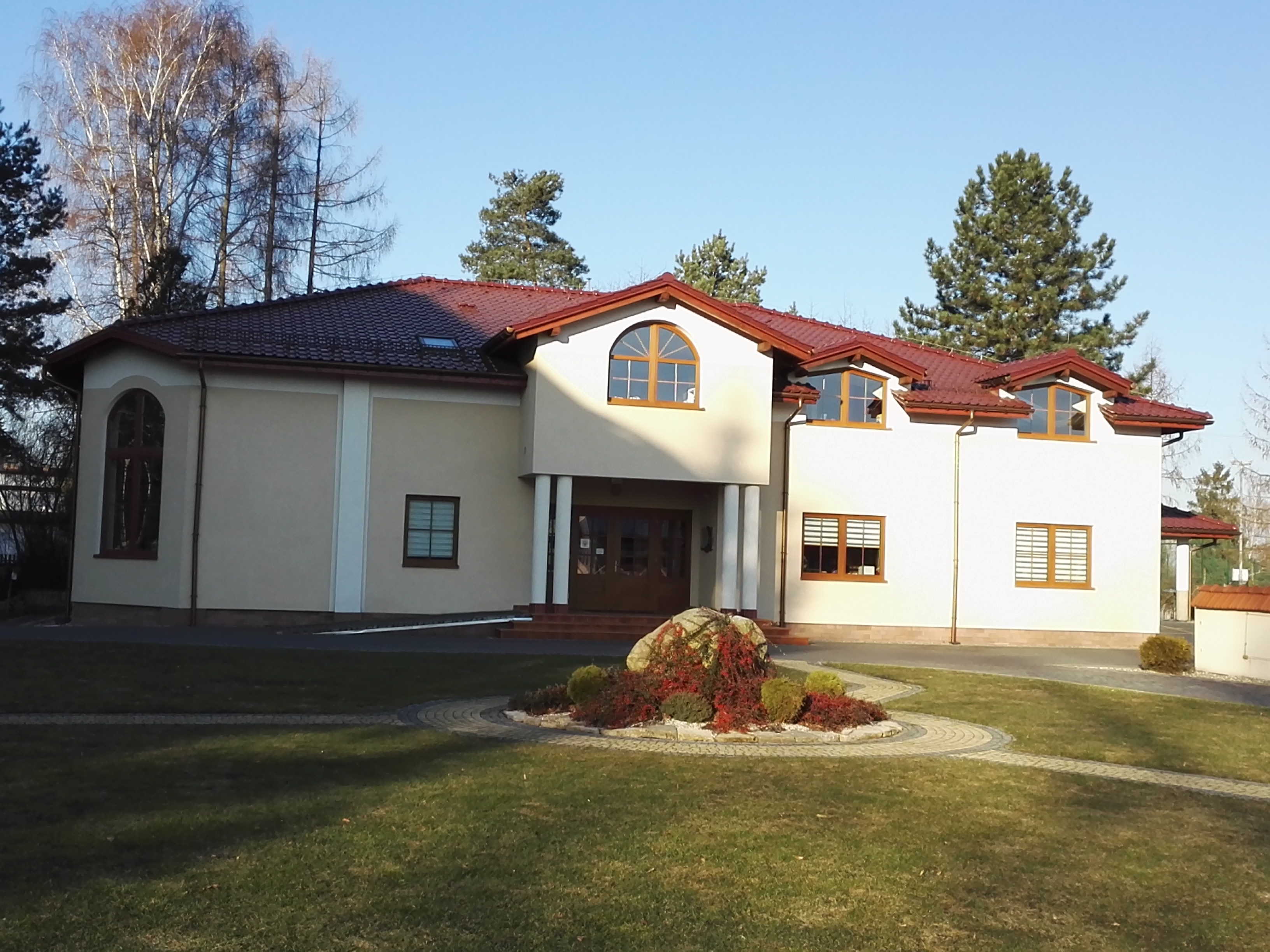
nowa siedziba parafii